# Shopi

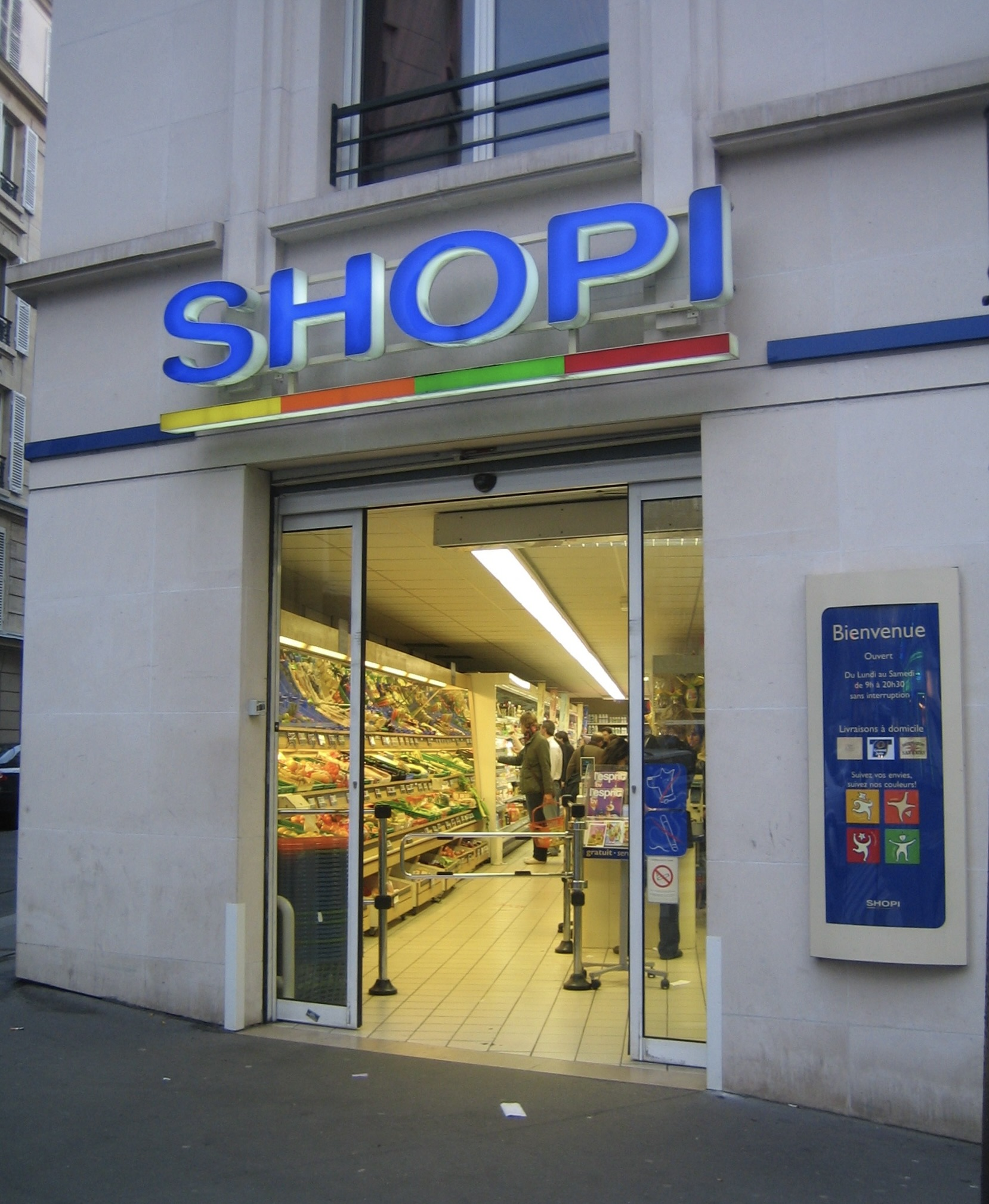
Un Shopi de París.

Shopi es un grupo francés de supermercados de proximidad. Cuenta con unos 600 establecimientos en Francia (cuya superficie ronda los 800 m²) y 5500 empleados, y tiene un volumen de negocios anual de más de 1400 millones de euros. Pertenece al grupo Carrefour.

## Distribución de los establecimientos
El número de tiendas por región es:
- Oeste: 152
- Norte: 134
- Sudoeste: 89
- Este: 78
- Sudeste: 74
- París-centro: 72